# Befektetési arany
A befektetési arany a legalább 995 ezrelék tisztaságú, 1 gramm súlyt meghaladó aranyrúd, aranytömb, aranylemez, illetve az 1800 után vert, legalább 900 ezrelék tisztaságú aranyérme vásárlását jelenti. Ezeket az aranytermékeket megvásárolhatjuk személyesen, online webshopon, illetve úgynevezett nemesfémszámlán keresztül, azonban aranybefektetésnek nem minősülnek a különböző arany alapú, illetve származtatott befektetési termékek, ezek inkább spekulatív eszközöknek számítanak. Magyarország a 2004-es uniós csatlakozását követően, a magyar és az EU-s jog harmonizációja keretében honosította meg a befektetési arany áfamentességére vonatkozó jogszabályokat. Erről az általános forgalmi adóról szóló 2007. évi CXXVII. törvény 234–243. szakasza rendelkezik. Az aranyrudak, -lapkák és -érmék ma már szinte kizárólag finom aranyból, azaz 99,99%-os tisztaságú aranyból készülnek. Innen ered a „négykilences” elnevezés. Az aranybefektetés már kis mennyiségtől is elérhető azáltal, hogy a legkisebb termék az 1 grammos aranylapka, azonban a skála a 400 unciás rúdig terjed.

## Törvényi meghatározása
Az ÁFA törvény 235. § (1) E fejezet alkalmazásában befektetési arany:
a) legalább 995 ezrelék, vagy azt meghaladó tisztaságú, a nemesfémpiacokon elfogadott, de legalább egy grammot meghaladó súlyú, rúd vagy lemez formájú arany, függetlenül attól, hogy arról bocsátottak-e ki olyan értékpapírt, amelynek megszerzése egyúttal az abban megjelölt termék tulajdonjogának megszerzését is jelenti, vagy nem;
b) legalább 900 ezrelék vagy azt meghaladó tisztaságú, az 1800. év után vert aranyérme, amely az érmét kibocsátó államban törvényes fizetőeszköz vagy az volt, feltéve, hogy az érme értékesítésének szokásos piaci ára legfeljebb 80 százalékkal haladja meg az érme aranytartalmának nemesfémpiacokon kialakult szabadpiaci értékét.
(2) Az (1) bekezdés b) pontjától függetlenül befektetési arany az az érme is, amely szerepel a Héa-irányelv 345. cikke szerint közzétett listán.

## Adó alóli mentesség
A befektetési arany alapvetően áfa mentes, azonban aranyérme esetében az áfamentesség további feltétele, hogy az érmét kibocsátó országban törvényes fizetőeszközként kerüljön forgalomba, annak legyen valamilyen névértéke, és az eladási ára legfeljebb 80%-kal haladja meg az arany aktuális, tőzsdei árfolyamát, azaz a világpiaci árat. Az aranyrúd esetében feltétel az, hogy az arany tisztasága 99,5%, vagy afölötti legyen. Az Európai Unióban 2000-től vált egységessé az aranybefektetés adózása. Az EU célja az arany áfamentessé tételével az volt, hogy megkönnyítse az európai lakosság megtakarítási célú aranyfelhalmozását.
236. § (1) Mentes az adó alól a befektetési arany értékesítése, Közösségen belüli beszerzése, valamint importja, ideértve
a) a befektetési aranyat képviselő okiratokat (tanúsítványokat), amelyek kiutalt vagy ki nem utalt aranyra, illetőleg aranyalapon vezetett számlán történő kereskedésre vonatkoznak;
b) az aranyban nyújtott olyan kölcsönt és csereügyletet, amely a befektetési aranyra tulajdoni vagy hitelezői jogot biztosít;
c) a befektetési aranyra vonatkozó olyan tőzsdei vagy azon kívüli határidős ügylet, amely a befektetési aranyra vonatkozó tulajdonjog
elidegenítését, vagy az azon levő hitelezői jog átszállását eredményezi.
(2) Mentes az adó alól a harmadik fél közvetítői tevékenysége is, ha a befektetési aranyat értékesítő fél nevében és javára közvetít.

## Népszerű befektetési aranytömbmárkák a piacon, a teljesség igénye nélkül
Az aranytermékekben a gyártót illetően nagyfokú regionalitás tapasztalható: Európában inkább a svájci Argor, a német Heraeus és az osztrák Münze terjedt el, míg az amerikai kontinensen néhány svájci gyártó mellett az US Mint és a Royal Canadian Mint élvez piaci előnyt, Ausztráliában pedig a hazai Perth Mint Australia szerepel az eladási listák első helyein.
- Argor Heraeus
- Heraeus
- Münze Österreich
- Umicore
- Valcambi
- Metalor
- Credit Suisse
- Pamp Suisse
- The Perth Mint
- Heimerle Meule
- Ögussa
- Degussa
A leggyakoribb kiszerelések: 1 gramm, 2 gramm, 5 gramm, 10 gramm, 20 gramm, 1 Uncia (31,1 gramm), 50 gramm, 100 gramm, 250 gramm, 500 gramm, 1000 gramm, "Good Delivery Rúd" (megközelítőleg 12,4 kg)
A kisebb kiszerelések általában veretek, hasonló gyártási eljárással készülnek, mint az érmék.A nagyobbak öntvények, azaz hagyományos öntési eljárással készülnek.
Az aranytömbnek a következő adatokat kell tartalmaznia (certifikáció):
- Gyártó
- Súly
- Tisztaság
- Minősítő jele (opcionális)
- Egyedi sorszám (opcionális)
Külön papír alapú tanúsítvánnyal nem kötelező ellátni.

## Nemesfém-kereskedelem szabályozása
Magyarországon a nemesfém kereskedelem engedélyhez kötött tevékenység. Az engedélyt a Budapest Főváros Kormányhivatalához tartozó Nemesfémvizsgáló és Hitelesítő Hatóság végzi.
Néhány regisztrált befektetési arany kereskedelmi vállalkozás:
- Magyar Aranypiac Kft.
- Lakossági arany - Soldus Aurum
- Arany-alap Kft.
- Aranymagyarország Kft.
- Conclude Zrt.
- Goldtresor
- Magyar Aranykereskedő Zrt.
- Befektetési Arany Kft.